# Cerkev svete Trojice, Sighișoara
Cerkev Svete Trojice (romunsko Biserica Sfânta Treime din Sighișoara) je romunska pravoslavna cerkev, ki stoji na severnem bregu reke Târnava Mare, v  Sighișoari, Romunija. Ker ni sedež škofa, jo nekateri nepravilno imenujejo stolnica.

## Zgodovina
Zgrajena je bila v tistem času kot Parcul Elisabeta (Elizabetin park), ki se je začel urejati leta 1934, ko je bil predlog za gradnjo v mestnem središču zavrnjen. Gradbeni nadzorniki so bili višji duhovnik Emilian Stoica in duhovnik Aurel Stoicovici. Cerkev je stala 12 milijonov lejev: denar je izhajal iz upravljanja gozda, ki ga je cerkev dala leta 1925, od darovanja vernikov, ministrstva za kulturo, univerze v Nemčiji, župana Sighișoare in okrožja Tarnava Mare. Slavnostna posvetitev je bila 31. oktobra 1937, vodil jo je romunski pravoslavni metropolit Nicolae Bălan. Prisostvovalo je 40 duhovnikov; 2 ministra iz Bukarešte in več kot 10.000 ljudi.

## Arhitektura
Cerkev Svete Trojice je bila zasnovana v neobizantinskem slogu.  Zgrajena je bila med letoma 1934-37 po načrtih arhitekta Dumitru Petrescu Gopeșa, z notranjimi poslikavami, delo slikarke Anastasie Demian v tehniki tempera.
Ikonostas sta zgradila dva umetnika iz Rupee, Schiopula in Babic. Najmanjšega od treh cerkvenih zvonov (350 kg) so podarili župniki, srednjega (730 kg) župan Aurel Mosora, največjega (1430 kg) županski prefekt dr. Victor Stirbet v imenu županske prefekture. Stene so bile obnovljene med 1980 in 1984 v fresko tehniki. V teh času je bila zgrajena tudi podzemna kapela za pogrebe.

### Vox Animi
Cerkev ima svoj pevski zbor, imenovan Vox Animi. 